# Sistema Kunrei
O Sistema Kunrei, ou Sistema Ordenado pelo Gabinete (訓令式, Kunreishiki) é um sistema de romanização, que serve para transcrever os sons da língua japonesa para o alfabeto romano. Kunreishiki também é conhecido como o sistema Monbushō (Ministério da Educação Japonês, ou 文部省) no exterior, porque se ensina na grade curricular da escola primária do Monbushō. Porém no Japão este nome nunca foi empregado[carece de fontes?]. O sistema Kunreishiki também é conhecido pelo ISO 3602, pois se converteu em padrão da ISO (Organização Internacional para Padronização).
O Kunreishiki se baseia no sistema anterior, Nipponshiki (ou Nihon-shiki), porém modificado para adaptar-se ao padrão do japonês moderno. Por exemplo, a palavra かなづかい, romanizada kanadukai em Nipponshiki, se pronuncia kanazukai no japonês moderno, e como tal o sistema Kunreishiki utiliza esta forma para escrevê-la.

## Legalidade
O sistema foi promulgado originalmente como Ordem nº 3 do Gabinete Japonês de 21 de setembro de 1937. Mas como esta ordem foi derrubada pelo SCAP durante a ocupação do Japão, o governo a revogou e voltou a decretá-la como Ordem nº 1 do Gabinete Japonês de 29 de dezembro de 1954.
Kunreishiki foi reconhecido, junto com Nipponshiki, no ISO 3602:1989. Documentação--Romanização do Japonês (escrita kana) pela Organização Internacional para Padronização (ISO). Também foi reconhecido pelo Instituto Estadunidense de Padrões Nacionais (ANSI) depois de retirarem seu próprio padrão, ANSI Z39.11-1972 Sistema Padrão Nacional Estadunidense para a Romanização do Japonês (Hepburn modificado), em 1994.

## Diagrama de romanização Kunreisiki

### Para hiragana / katakana
| Gojūon                       | Gojūon     | Gojūon     | Gojūon   | Gojūon   | Yōon          | Yōon          | Yōon          |
| あ ア a                      | い イ i    | う ウ u    | え エ e  | お オ o  | (ya)          | (yu)          | (yo)          |
| ---------------------------- | ---------- | ---------- | -------- | -------- | ------------- | ------------- | ------------- |
|                              |            |            |          |          |               |               |               |
| か カ ka                     | き キ ki   | く ク ku   | け ケ ke | こ コ ko | きゃ キャ kya | きゅ キュ kyu | きょ キョ kyo |
| さ サ sa                     | し シ si   | す ス su   | せ セ se | そ ソ so | しゃ シャ sya | しゅ シュ syu | しょ ショ syo |
| た タ ta                     | ち チ ti   | つ ツ tu   | て テ te | と ト to | ちゃ チャ tya | ちゅ チュ tyu | ちょ チョ tyo |
| な ナ na                     | に ニ ni   | ぬ ヌ nu   | ね ネ ne | の ノ no | にゃ ニャ nya | にゅ ニュ nyu | にょ ニョ nyo |
| は ハ ha                     | ひ ヒ hi   | ふ フ hu   | へ ヘ he | ほ ホ ho | ひゃ ヒャ hya | ひゅ ヒュ hyu | ひょ ヒョ hyo |
| ま マ ma                     | み ミ mi   | む ム mu   | め メ me | も モ mo | みゃ ミャ mya | みゅ ミュ myu | みょ ミョ myo |
| や ヤ ya                     |            | ゆ ユ yu   |          | よ ヨ yo |               |               |               |
| ら ラ ra                     | り リ ri   | る ル ru   | れ レ re | ろ ロ ro | りゃ リャ rya | りゅ リュ ryu | りょ リョ ryo |
| わ ワ wa                     | ゐ ヰ i    |            | ゑ ヱ e  | を ヲ o  |               |               |               |
|                              |            |            |          | ん ン n  |               |               |               |
| Consoantes sonoras (dakuten) |            |            |          |          |               |               |               |
|                              |            |            |          |          |               |               |               |
| が ガ ga                     | ぎ ギ gi   | ぐ グ gu   | げ ゲ ge | ご ゴ go | ぎゃ ギャ gya | ぎゅ ギュ gyu | ぎょ ギョ gyo |
| ざ ザ za                     | じ ジ zi   | ず ズ zu   | ぜ ゼ ze | ぞ ゾ zo | じゃ ジャ zya | じゅ ジュ zyu | じょ ジョ zyo |
| だ ダ da                     | ぢ ヂ (zi) | づ ヅ (zu) | で デ de | ど ド do | ぢゃ ヂャ zya | ぢゅ ヂュ zyu | ぢょ ヂョ zyo |
| ば バ ba                     | び ビ bi   | ぶ ブ bu   | べ ベ be | ぼ ボ bo | びゃ ビャ bya | びゅ ビュ byu | びょ ビョ byo |
| ぱ パ pa                     | ぴ ピ pi   | ぷ プ pu   | ぺ ペ pe | ぽ ポ po | ぴゃ ピャ pya | ぴゅ ピュ pyu | ぴょ ピョ pyo |

Notas:
- Caracteres em vermelho são obsoletos em japonês moderno.
- Quando he (へ) se utiliza como partícula se escreve e, não he (como em Nipponshiki).
- Quando ha (は) se utiliza como partícula se escreve wa, não ha.
- Quando wo (を) se utiliza como partícula se escreve o, não wo.
- As vogais longas se indicam mediante um circunflexo, por exemplo, o o longo se escreve ô.
- A n silábica (ん) se romaniza n antes de consoante, mas como n' antes de vogais e de y.
- As consoantes duplas (ou "geminadas") se escrevem dobrando a consoante que segue o caractere っ.
- A primeira letra de uma frase, assim como todos os nomes próprios, se escrevem com maiúscula inicial.
- ISO 3602 tem a forma estrita, veja Nipponshiki (Nihon-shiki).